# Paul Bussenius
Paul Busse (Bause, genannt: Bussius, Bussenius; * um 1407; † 1478 in Halle an der Saale) war ein deutscher römisch-katholischer Geistlicher.

## Leben
Busse studierte erst 1429 in Leipzig und als Magister 1436 in Erfurt. Er war Doktor des kanonischen Rechts. und Propst des Halleschen Klosters Sankt Moritz.
Busse war Rat des Erzbischofs Johannes von Magdeburg, 1447 Generalvikar und Chorherr zu Halle.
Unter Kardinal Nikolaus von Kues wurde er zum  Päpstlichen Kommissar, Visitator  und Reformator der umliegenden Klöster bestellt.
Er starb am 24. Februar 1478 und wurde im Chor der Kirche Sankt Moritz begraben. Seine Grabplatte findet man heute in der äußersten Nordwestecke der Kirche eingelassen in den Fußboden.
Paul Busses Vater war der hallesche Pfänner, Oberbornmeister und Bürgermeister (1393) zu Magdeburg Hermann Bause (Busse, Butze,  * um 1370 in Halle an der Saale; † 1452).